# Yoshito Endō
Yoshito Endō (遠藤嘉人, Endō Yoshito), né le 7 janvier 1981  à Kamakura (préfecture de Kanagawa), au Japon, est un acteur et un musicien japonais.

## Biographie
Yoshito Endō a joué dans la série live Pretty Guardian Sailor Moon, de 2003 à 2005, dans le rôle de Zoisite.

## Filmographie

### Films
- 2004 : Pretty Guardian Sailor Moon: Act Special dans le rôle de Zoisite.

### Séries TV
- 2005 : Pretty Guardian Sailor Moon: Act Zero dans le rôle de Shiroi.
- 2003/2004 : Pretty Guardian Sailor Moon dans le rôle de Zoisite.

### DVD
- 2004/2005 : Pretty Guardian Sailor Moon - volume 1 à 12.
- 2004 : Pretty Guardian Sailor Moon: Kirari Super Live
- 2004 : Pretty Guardian Sailor Moon: Act Special
- 2004 : Pretty Guardian Sailor Moon: Act Zero